# Irene Jerotich
Irene Jerotich Kosgei (née le 8 septembre 1974) est une athlète kényane, spécialiste des courses de fond.

## Biographie
Elle remporte l'épreuve du marathon lors des Jeux du Commonwealth de 2010, à New Delhi, en Inde, dans le temps de 2 h 34 min 32 s. Elle se classe 13e des championnats du monde 2011.
Elle remporte le Marathon de Singapour en 2010, 2011 et 2012.

## Palmarès
| Date | Compétition           | Lieu      | Résultat | Épreuve  | Marque          |
| ---- | --------------------- | --------- | -------- | -------- | --------------- |
| 2010 | Jeux du Commonwealth  | New Delhi | 1re      | Marathon | 2 h 34 min 32 s |
| 2011 | Championnats du monde | Daegu     | 13e      | Marathon | 2 h 31 min 29 s |

## Records
| Épreuve  | Performance     | Lieu    | Date            |
| -------- | --------------- | ------- | --------------- |
| Marathon | 2 h 28 min 57 s | Nairobi | 25 octobre 2009 |